# 万年埠街道
万年埠街道，是中华人民共和国安徽省合肥市包河区下辖的一个街道。于2017年5月9日，挂牌成立，以古万年埠码头命名。成立时辖云华、金斗社区。

## 行政区划
万年埠街道下辖以下地区：
云华社区、云海社区和万慈社区。